# Jason Plummer
Jason Plummer, (né le 3 juin 1982), est un homme politique américain et membre du Parti républicain. En 2010, il fut le colistier de Bill Brady pour l'élection gouvernatoriale en Illinois. Deux après, il est candidat aux élections législatives dans le douzième district de l'Illinois.

## Biographie
Jason Plummer est natif d'Edwardsville dans l'Illinois. Il sera diplômé du lycée d'Edwardsville. Jason travaille depuis qu'il a cinq ans dans l'entreprise de sa famille R.P. Lumber, où il apprend les valeurs de travail et de responsabilité.
Plummer a fréquenté l'université de l'Illinois, a obtenu un diplôme en finance et y a été vice-président du corps étudiant. Quand il était à Champaign, Jason a mené l'opposition des étudiants au financement public du système éducatif lors d'un discours de l'ancien projet de loi de Bill Ayers, cette initiative lui a valu le soutien et les éloges des dirigeants conservateurs dans tout le pays.
Avant l'obtention de son diplôme, Plummer créé sa première entreprise, une société qui fournit l'accès haut débit à Internet en milieu rural.
Passionné par la politique, Plummer a suivi des stages à Washington avec le sénateur Peter Fitzgerald et le Heritage Foundation, célèbre think tank conservateur qui défend la libre entreprise, un rôle limité du gouvernement, les libertés individuelles, les valeurs traditionnelles américaines et un défense nationale vigoureuse.
Il travaille à nouveau dans l'entreprise familiale en servant comme vice-président chargé du développement économique de l'entreprise. Jason Plummer se consacre par la suite aux initiatives de développement économique dans le Nord de l'Illinois, où il se concentre sur l'acquisition de la propriété, la gestion de l'immobilier commercial, l'expansion industrielle, l'entreposage, et le développement de lotissements résidentiels.
Dans son plus récent projet, il a œuvré au développement d'un hôtel, à la modernisation d'un centre commercial, et à la construction d'une scierie à Lincoln. Il a également contribué à développer des projets économiques à Greenville, Champaign, Bloomington, Springfield, DeKalb et à Peoria.
Jason Plummer fut président de la branche du parti républicain dans le comté de Madison.
Le 20 mars 2012, il remporte la primaire républicaine pour les élections législatives dans le douzième district de l'Illinois avec 55,68 % des voix. Il affronte le démocrate Bill Enyart lors de l'élection générale.

## Histoire électorale
| Fonction                         | Date du scrutin | Élection | Candidate démocrate | Voix      | %       | Candidat républicain | Voix      | %       | Autres candidats | Voix    | %       |
| -------------------------------- | --------------- | -------- | ------------------- | --------- | ------- | -------------------- | --------- | ------- | ---------------- | ------- | ------- |
| Gouverneur adjoint de l'Illinois | 2 février 2010  | Primaire |                     |           |         | Jason Plummer        | 238,169   | 33.98 % | Matt Murphy      | 233,572 | 33.33 % |
| Gouverneur adjoint de l'Illinois | 2 février 2010  | Primaire | Don Tracy           | 80,116    | 11.43 % | Jason Plummer        | 238,169   | 33.98 % |                  |         |         |
| Gouverneur adjoint de l'Illinois | 2 février 2010  | Primaire | Brad Cole           | 61,317    | 8.75 %  | Jason Plummer        | 238,169   | 33.98 % |                  |         |         |
| Gouverneur adjoint de l'Illinois | 2 février 2010  | Primaire | Dennis Cook         | 55,339    | 7.90 %  | Jason Plummer        | 238,169   | 33.98 % |                  |         |         |
| Gouverneur adjoint de l'Illinois | 2 février 2010  | Primaire | Randy White         | 32,343    | 4.62 %  | Jason Plummer        | 238,169   | 33.98 % |                  |         |         |
| Gouverneur adjoint de l'Illinois | 2 novembre 2010 | Général  | Sheila Simon        | 1,745,219 | 46.79 % | Jason Plummer        | 1,713,385 | 45.94 % | Baxter Swilley   | 135,705 | 3.64 %  |
| Gouverneur adjoint de l'Illinois | 2 novembre 2010 | Général  | Sheila Simon        | 1,745,219 | 46.79 % | Jason Plummer        | 1,713,385 | 45.94 % | Don Crawford     | 100,756 | 2.70 %  |

Légende : ..Parti démocrate.. ..Parti républicain.. ..Indépendant.. ..Parti vert.. * sortant